# Subtiloria stena
Subtiloria stena är en insektsart som beskrevs av Andrej Vasiljevitj Gorochov 1999. Subtiloria stena ingår i släktet Subtiloria och familjen syrsor. Inga underarter finns listade i Catalogue of Life.